# Mô-đun Mặt Trăng

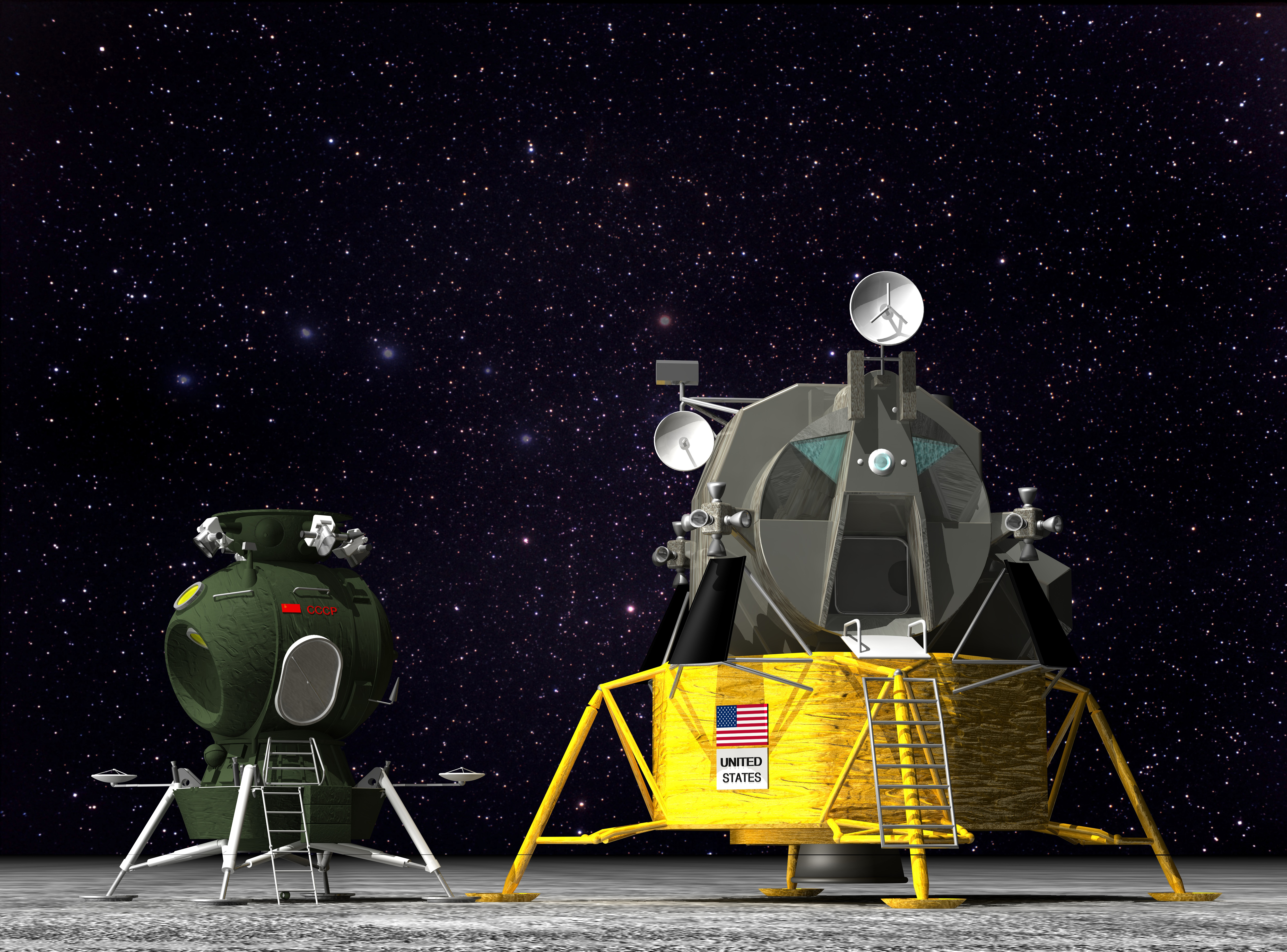
LK (trái) và Mô-đun Mặt Trăng Apollo

Mô-đun Mặt Trăng (tiếng Anh: lunar module) là một tàu đổ bộ Mặt Trăng được thiết kế nhằm cho phép phi hành gia di chuyển giữa phi thuyền trên quỹ đạo Mặt Trăng và bề mặt Mặt Trăng. Tính đến năm 2021, Mô-đun Mặt Trăng Apollo là mô-đun Mặt Trăng duy nhất từng được sử dụng cho các chuyến bay vào vũ trụ có người lái. Nó đã hoàn thành sáu lần hạ cánh xuống Mặt Trăng từ năm 1969 đến năm 1972 trong chương trình Apollo của Hoa Kỳ.
Mô-đun Mặt Trăng LK từng được Liên Xô phát triển vào thập niên 1960 như một phần của các chương trình Mặt Trăng có người lái do nước này tiến hành. Một số mô-đun LK đã được phóng mà không có phi hành đoàn tới quỹ đạo Trái Đất tầm thấp, nhưng mô-đun Mặt Trăng LK chưa bao giờ bay tới Mặt Trăng do quá trình phát triển tên lủa đẩy N1 cần thiết cho chuyến bay tới vệ tinh này gặp phải những khó khăn (bao gồm một số phi vụ phóng thất bại), và sau khi Hoa Kỳ trở thành nước đầu tiên đưa người lên Mặt Trăng, Liên Xô đã hủy bỏ việc phát triển cả chương trình tên lửa đẩy N1 và Mô-đun Mặt Trăng LK.

## Các mô-đun Mặt Trăng đề xuất
- Altair, một mô-đun Mặt Trăng được đề xuất cho chương trình Constellation, trước đây gọi là Lunar Surface Access Module
- Human Landing System, một lớp các mô-đun Mặt Trăng được đề xuất cho chương trình Artemis của NASA
  - Boeing Lunar Lander, do Boeing đề xuất
  - Lockheed Martin Lunar Lander, do Lockheed Martin đề xuất
  - Starship HLS, do SpaceX đề xuất
- Lãm Nguyệt (trước đây là Tàu đổ bộ bề mặt Mặt Trăng có người lái của Trung Quốc) là một mô-đun Mặt Trăng được phát triển bởi Trung Quốc Không gian Kỹ thuật Nghiên cứu viện
- Luna-Glob, một chương trình khám phá Mặt Trăng của Cơ quan Vũ trụ Liên bang Nga
- XEUS, một mô-đun Mặt Trăng do United Launch Alliance và Masten Space Systems phát triển